# Beni Mellal

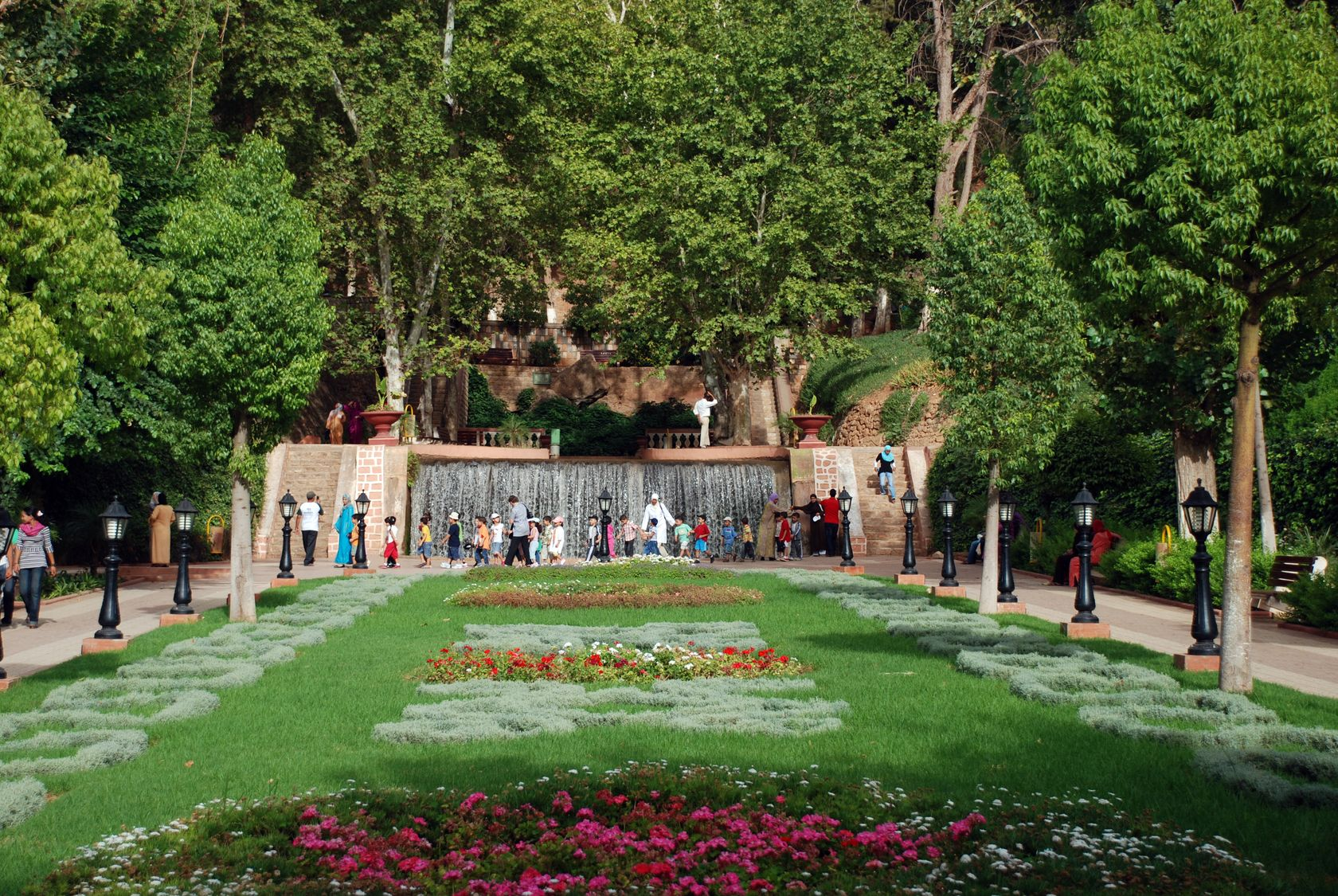
Stadtpark an der Quelle Ain Asserdoun

Beni Mellal (arabisch بني ملال, DMG Banī Mallāl, Zentralatlas-Tamazight ⴰⵢⵜ ⵎⵍⵍⴰⵍ Ayt Mellal) hat etwa 220.000 Einwohner und ist die Hauptstadt der Provinz Béni Mellal und der Region Béni Mellal-Khénifra in der Landesmitte von Marokko.

## Toponym
Beni steht für „Söhne des...“ oder „Stamm“, mellal bedeutet „weiß“. Der Ortsname Beni Mellal, früher Kasbah Beni Mellal nach der im 17. Jahrhundert erbauten Festung (Kasbah), geht auf die gleichnamige regionale Stammesgruppe mit berberisch-arabischen Ursprüngen zurück. Im Mittelalter hieß die Stadt Hisn Day (Hisn Daī) von arabisch hisn, (hosn, huṣn) = „Festung“.

## Lage und Klima
Beni Mellal liegt am Westrand des Mittleren Atlas im Süden der fruchtbaren Tadla-Ebene an der Nationalstraße 8 (route impériale), einer ehemaligen Kamelkarawanenroute, etwa auf halbem Weg zwischen Marrakesch im Südwesten und Fès im Nordosten, in einer Höhe von etwa 500 bis 600 m. Weitere Hauptorte in der Tadla-Ebene sind Kasba Tadla und Boujad (ca. 34 km bzw. 60 km nördlich) oder Fquih Ben Salah (ca. 40 km nordwestlich). Nach Süden führt eine kurvige Nebenstraße ins Gebirge bis Azilal (gut 80 km südlich). Hausberg der Stadt ist der gut 8 km südöstlich gelegene und ca. 2200 m hohe Jbel Tassemit. Das Klima von Beni Mellal ist gemäßigt bis warm; Regen (ca. 495 mm/Jahr) fällt nahezu ausschließlich im Winterhalbjahr.

## Bevölkerung
| Jahr      | 1994    | 2004    | 2014    | 2024    |
| Einwohner | 140.212 | 163.286 | 192.676 | 209.594 |

Die Bevölkerung der Stadt besteht nahezu ausschließlich aus Angehörigen verschiedener Berberstämme der Umgebung. Die meisten sind – wegen ausbleibender Regenfälle in ihren Heimatdörfern, aber auch aus soziokulturellen Gründen (Hoffnung auf Arbeit, Verbesserung der materiellen Lebensbedingungen und der Gesundheitsvorsorge, bessere Möglichkeiten zur schulischen Ausbildung der Kinder etc.) – seit den 1970er Jahren zugewandert.

## Wirtschaft
Beni Mellal ist das Marktzentrum für den Obst-, Gemüse- und Getreideanbau der Region. Nördlich der Stadt beginnt die Tadla-Ebene mit einer landwirtschaftlichen Anbaufläche von ca. 300.000 Hektar. Davon werden 120.000 Hektar über Kanäle bewässert, die seit den 1930er Jahren angelegt wurden, das übrige Land besteht aus 137.000 Hektar Regenfeldbaugebiet, der Rest ist Wald. Die Kanäle leiten Wasser bei Kasba Tadla und nördlich davon aus dem Oum er-Rbia ab, dem längsten, ganzjährig Wasser führenden Fluss des Landes. Beni-Mellal liegt etwa 15 km südlich des Flusses am Fuß der Atlasberge. Die Stadt erhält ihr Wasser aus einer Quelle, die wenige 100 Meter höher in einem südöstlichen Außenbezirk am Ausläufer des Hausberges entspringt. Die Felder westlich der Stadt zwischen Fluss und Bergen werden aus dem größten Stausee Marokkos (Barrage Bin el-Ouidane) nahe der Straße nach Azilal bewässert. Er liegt 28 km südlich von Beni-Mellal und hat mit 130 m auch die höchste Staumauer des Landes. Konstruiert wurde er von Coyne et Bellier und zwischen 1949 und 1953 erbaut. Pipelines führen steil in die Ebene hinunter zu einem Elektrizitätskraftwerk in Afourèr, einer modernen Kleinstadt 20 Kilometer von Beni Mellal entfernt. Mit der nächtlichen Stromüberproduktion wird ein Teil des Wassers in einen künstlichen Speichersee auf 1280 Meter Höhe zurückgepumpt.
Auf den Feldern wird Baumwolle und Getreide angebaut; 23 % der Zuckerrüben-Produktion sowie über 12 % der marokkanischen Produktion an Zitrusfrüchten und Oliven stammen aus der Tadla-Ebene. Auf den Großmarkt von Beni Mellal gelangen ferner Gemüse, Feigen, Äpfel und Vieh.

## Geschichte
Hisn Daī war vermutlich der Hauptort eines Idrisiden-Fürsten, als sich diese Dynastie in der ersten Hälfte des 9. Jahrhunderts in mehrere Kleinreiche im Norden Marokkos spaltete. Im 11. Jahrhundert war die Siedlung für ihre zahlreichen Werkstätten bekannt, in denen jüdische Schmiede Kupfer verarbeiteten. Hier lag zu dieser Zeit das führende Produktionszentrum des al-maghrib al-aqsa (heutiges Gebiet Marokkos). Die begehrten Kupferwaren wurden im 13. und 14. Jahrhundert mit Karawanen bis in die Sudanregion transportiert. Die Ruinen dieser Stadt wurden ungefähr 1 km östlich des Stadtzentrums im Ortsteil Somaa gefunden.
Seit der Eroberung durch die Almoraviden (1057/58) lag die Tadla-Ebene jahrhundertelang im Grenzbereich zwischen dem Land, das von den Sultanen verwaltet wurde (bilad al-makhzen) und dem „Land der Abtrünnigen“ (bilad al-siba), das im Einflussbereich verschiedener Berberstämme lag. Das Gebiet wurde über Jahrhunderte zum Schlachtfeld. Der Alawiden-Sultan Mulai ar-Raschid besiegte 1668/69 die berberische Sufi-Bruderschaft der Dila und zerstörte ihren nordöstlich von Kasba Tadla gelegenen Hauptsitz (Zawiya). Der oberste Marabout und seine Begleiter flohen in das osmanisch kontrollierte Tlemcen (heute im Nordwesten Algeriens). Mit osmanischer Unterstützung kehrte der Dila-Marabout Ahmad al-Dalai 1677 aus dem Exil zurück, ließ die Zawiya wiederherstellen und erhielt erneut die Unterstützung der meisten Stämme aus der Tadla-Region und dem Mittleren Atlas gegen den Sultan. Der Nachfolger von ar-Raschid, Sultan Mulai Ismail konnte 1677 nur mühsam einen Sieg über den Orden erringen.
Die Sanhādscha-Kämpfer Ahmads besiegten zunächst die Expedition des Sultan. Erst im April 1678 wurde Ahmad aus der Tadla-Region vertrieben und floh in den Mittleren Atlas, wo er bis zu seinem Tod 1680 einflussreich blieb.

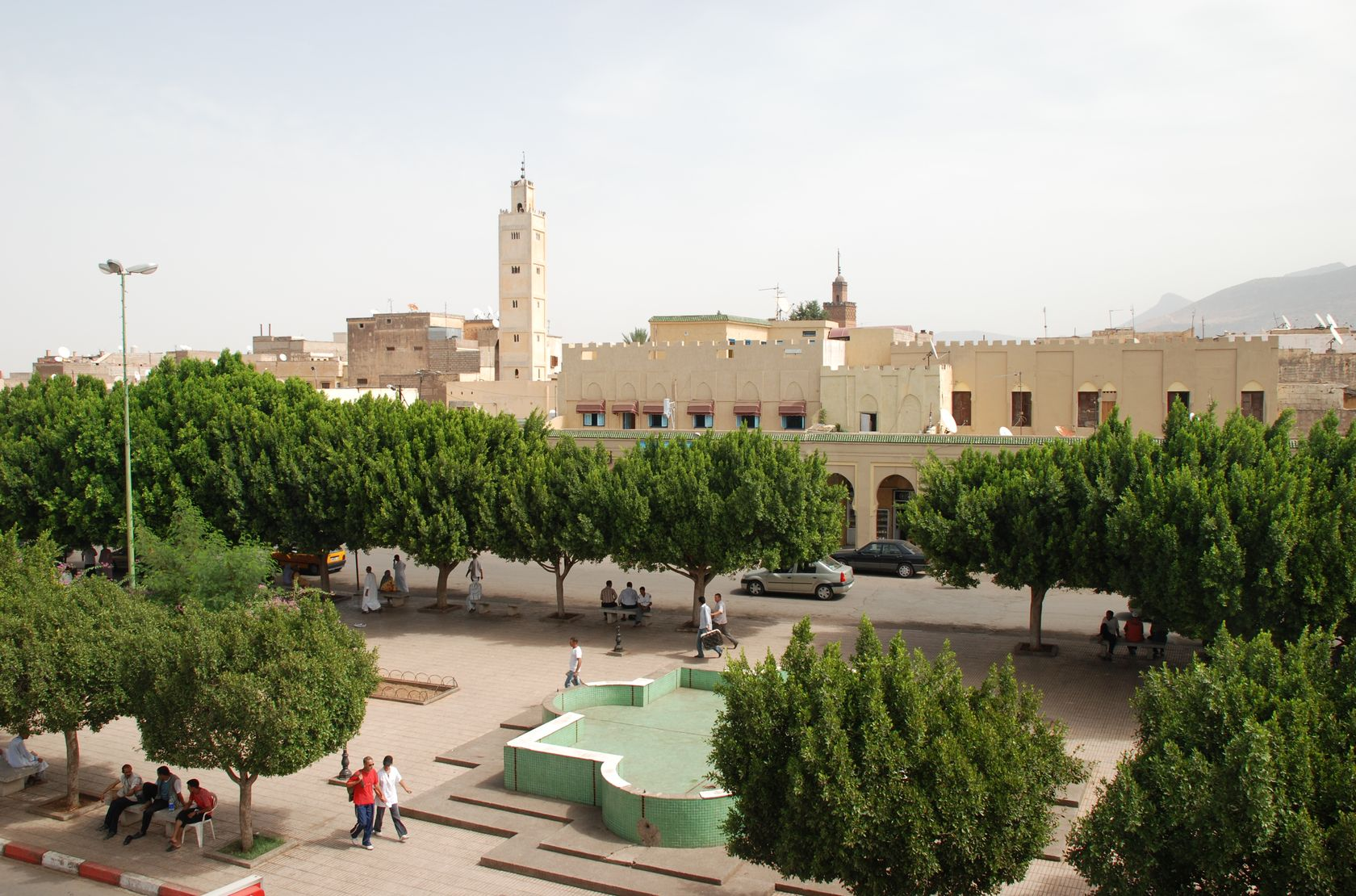
Zentraler Platz in der Altstadt

Um seine Sultansmacht dauerhaft zu sichern, ließ Mulai Ismail ein Jahrzehnt später entlang der Hauptroute durch die Tadla-Ebene Richtung Fès eine Reihe von befestigten Siedlungen (kasbahs) anlegen oder bestehende Anlagen ausbauen. Im Jahr 1688 wurde die Kasbah von Beni-Mellal errichtet; ähnliche Burgen entstanden in Kasba Tadla, Khenifra und in Dila. Ab 1699/70 herrschte Mulai Ahmad, einer der Söhne von Mulai Ismail von Kasbah Tadla aus über das Gebiet. Die Festung in Beni-Mellal musste wiederholt Berberangriffen standhalten und wurde mehrfach umgebaut. Die Karawanen nach Marrakesch benötigten im 18. und 19. Jahrhundert den Begleitschutz lokaler Stämme, die Strecke galt als unsicher.
Bis in die 1950er Jahre blieb Beni-Mellal ein unbedeutender Marktort. Seit der Fertigstellung des Staudamms von Bin el-Ouidane, der in den Jahren von 1948 bis 1955 von Franzosen gebaut wurde, hat die Stadt einen wirtschaftlichen Aufschwung als Umschlagsplatz für Agrarprodukte erfahren. Eine weitere Einkommensquelle seit den 1980er Jahren sind Rücküberweisungen von nach Europa ausgewanderten Arbeitern, die zu 80 Prozent nach Italien gehen. Die meisten der marokkanischen Arbeitskräfte in Italien kommen aus Beni Mellal. Zeitweilige Dürren, aber vor allem die ungleiche Landverteilung sind die Ursachen, denn 40 Prozent der Bauern in der Region verfügen über weniger als 20 Ar zur Bewirtschaftung. Allen Kleinbauern zusammen gehört nur 12 Prozent des Landes.

## Stadtbild

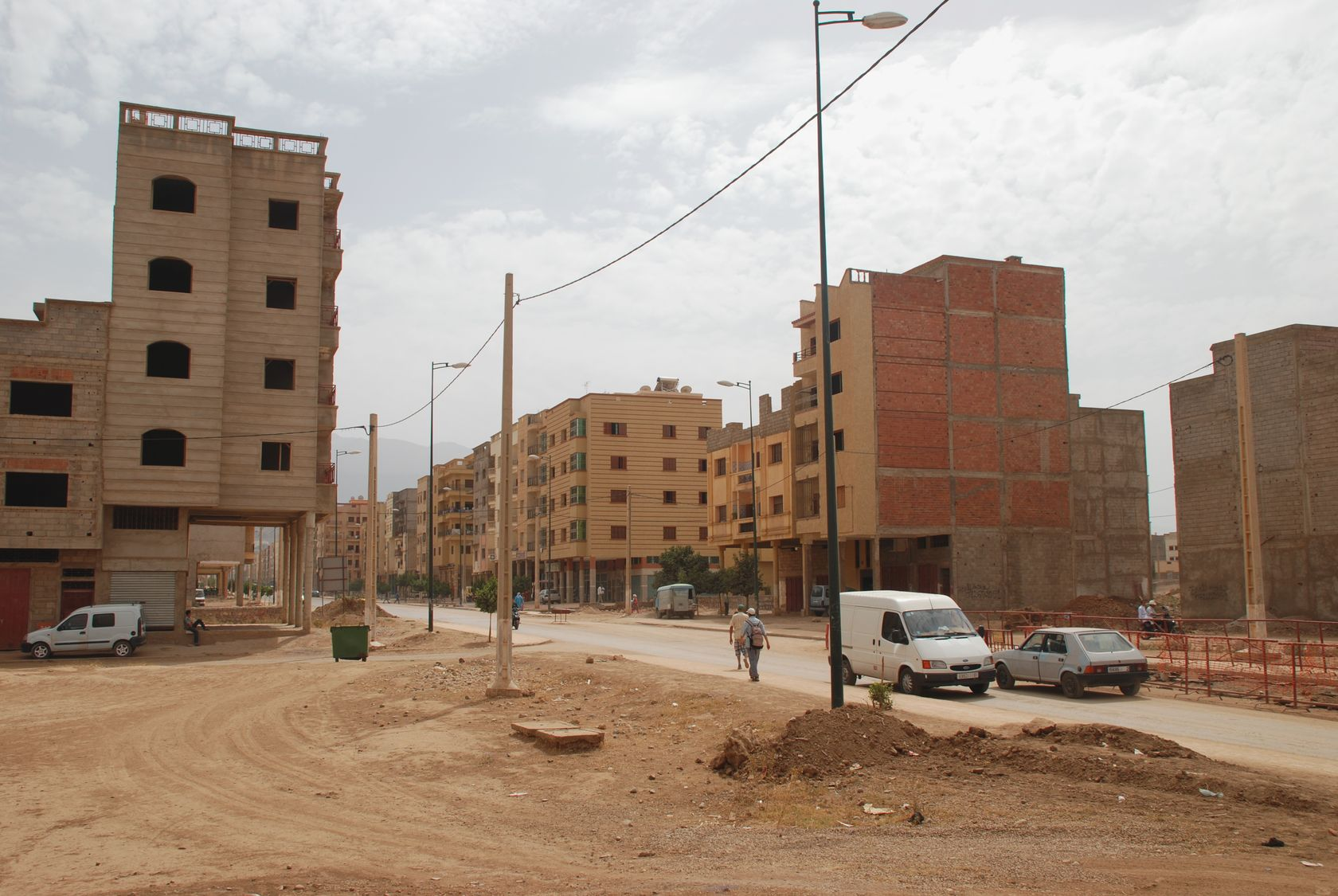
Stadterweiterung in die Ebene nach Westen

Beni Mellal ist eine moderne, überwiegend in der zweiten Hälfte des 20. Jahrhunderts entstandene Stadt. Die überbaute Fläche bildet etwa einen Halbkreis, dessen gerade Seite in nordwest- bis südöstlicher Richtung parallel zu den Ausläufern des Atlasgebirges verläuft. Von der kleinen, höher gelegenen Altstadt dehnen sich die neuen Stadtviertel bis weit in die Ebene. Der Busbahnhof liegt an der Durchgangsstraße, dem Boulevard Mohammed VI. Noch weiter außerhalb wachsen seit der Jahrtausendwende weiträumig geplante Wohnviertel, teilweise werden hier ältere Billigwohngebiete überbaut. Hinter den Häusern beginnen kleinparzellierte Felder. Ein Gürtel mit Handwerksbetrieben, darunter vielen Autowerkstätten, umgibt ringförmig das zentrale Geschäftsviertel mit Wohnblocks, die sich bis zur Altstadt den Hügel hinauf erstrecken. Einige Freiflächen sind Friedhöfe, Ödland oder werden als Wochenmarkt genutzt.
Zentrum der Altstadt ist ein von Bäumen bestandener Platz. Die cremefarbenen Häuser sind saniert, der Platz ist von einem Arkadengang mit Hufeisenbögen umgeben. Östlich schließen sich die verwinkelten Gassen eines einfachen Wohn- und Marktviertels an. Von der einstigen Umfassungsmauer aus Stampflehm ist noch ein kleiner Rest mit einem Flankenturm erhalten geblieben.

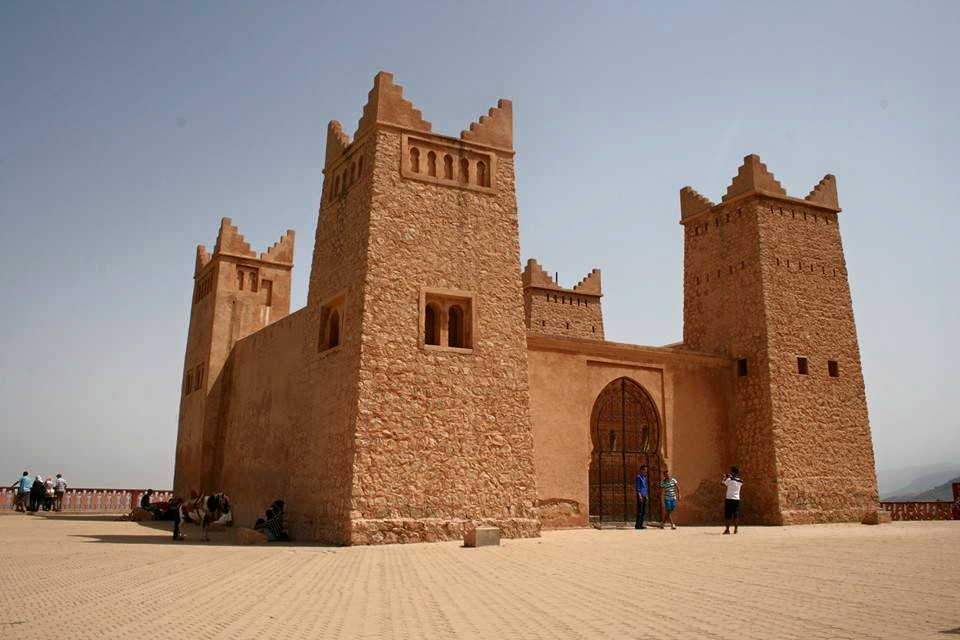
Kasbah Ras el Ain

Eine etwa 1 km lange, von Orangenbäumen gesäumte Straßenallee führt nach Osten zum wichtigsten Naherholungsziel, dem Stadtgarten Jardin de Ain Asserdoun hinauf. Mitten durch einen, mit hohen Bäumen bestandenen Park wird die aus dem Berg entspringende Quelle in breiten Kaskaden und Wasserläufen hindurch geleitet, bevor das Wasser das zwischen hier und der Stadt liegende Wald- und Plantagengebiet bewässert. In diesem Grüngürtel am Südostrand der Stadt gedeihen Oliven, Orangen, Äpfel, Kartoffeln, Tomaten und sonstiges Gemüse in kleinen Gärten dicht nebeneinander. Darin liegt auch die Zaouia Sidi Ahmed bel Kacem mit einem Minarett aus almoravidischer Zeit.
Wenige hundert Meter oberhalb des Stadtparks thront auf einem Hügelgipfel eine annähernd quadratische Festung, die ebenfalls aus Mulai Ismails Zeit stammt. Von der Kasbah Ras el Ain, auch Kasbah Ain Asserdoun, bietet sich ein Ausblick über die gesamte Stadt und die Ebene. Das kleine, sorgfältig restaurierte und größtenteils verputzte Steingebäude besitzt vier zinnenbekrönte Ecktürme. Der Baustil ähnelt den südmarokkanischen freistehenden, aus Stampflehm errichteten Wohnburgen (tighremts).

## Persönlichkeiten
- Mohamed Attaoui (* 2001), spanischer Mittelstreckenläufer
- Abde Ezzalzouli (* 2001), Fußballspieler